# Armero
Pour les articles homonymes, voir Guayabal.
Pour le militaire et l'homme politique espagnol, voir Francisco Armero Peñaranda.
Armero est une municipalité de Colombie située dans le département de Tolima, au centre du pays. Dominée par le volcan Nevado del Ruiz, la ville est en très grande partie détruite par un lahar né sur les pentes du volcan le 13 novembre 1985, tuant 25 000 personnes,.

## Toponymie
La ville est fondée sous le nom de San Lorenzo. Elle adopte ensuite le nom d'Armero jusqu'à sa destruction en 1985 par un lahar. La ville était surnommée Ciudad blanca, en français « ville blanche ».

## Histoire
Elle était la troisième plus grande ville du département de Tolima, après Ibagué et Espinal. Ville de premier plan pour l'agriculture avant l'éruption, elle produisait environ un cinquième du riz colombien et une grande partie du coton, du sorgho et du café du pays. Cela peut être attribué en grande partie au sol volcanique très fertile de cette région qui avait stimulé le développement agricole. 
Construite au sommet d'un cône de déjection, qui a déjà connu des lahars historiques, la ville a déjà été détruite par une éruption volcanique en 1595 et par des coulées de boue en 1845. En 1595, trois éruptions pliniennes différentes avaient produit des lahars qui avaient coûté la vie à 636 personnes. En 1845, 1 000 personnes furent tuées par le séisme qui provoqua des coulées de boue près du río Magdalena.

## Source
- Mileti, Dennis S., Bolton, Patricia A., Fernandez, Gabriel et Updike, Randall G., The Eruption of Nevado Del Ruiz Volcano Colombia, South America, November 13, 1985, Washington, D.C., Commission on Engineering and Technical Systems (National Academy Press), 1991, 128 p. (ISBN 978-0-309-04477-6, lire en ligne)